# Lithocarpus papillifer
Lithocarpus papillifer är en bokväxtart som beskrevs av Sumihiko Hatusima och Engkik Soepadmo. Lithocarpus papillifer ingår i släktet Lithocarpus och familjen bokväxter. Inga underarter finns listade.